# Ericeia spodiadplaca
Ericeia spodiadplaca là một loài bướm đêm trong họ Erebidae.